# Лупшер
Лупшер — деревня в Верхнекамском районе Кировской области России. Входит в состав Кайского сельского поселения. Код ОКАТО — 33207820018.

## География
Деревня находится на северо-востоке Кировской области, в северо-восточной части Верхнекамского района, на левом берегу реки Лупья. Абсолютная высота — 152 метра над уровнем моря.
Расстояние до районного центра (города Кирс) — 65 км.

## Население
По данным Всероссийской переписи, в 2010 году численность населения деревни составляла 2 человека (1 мужчина и 1 женщина).